# Atlanta Motor Speedway
L'Atlanta Motor Speedway (anciennement dénommé l'Atlanta International Raceway) est un circuit automobile classique utilisé en NASCAR et situé à Hampton, Géorgie, à 32 km au sud d'Atlanta.

## Caractéristiques

Ancien circuit

Le circuit est un "quad-ovale" (ovale comportant une ligne droite formant un coude). Sa longueur est de 1,54 mi (2,48 km), et les vitesses moyennes atteintes sur un tour peuvent dépasser les 306 km/h. Sa surface particulièrement abrasive provoque une usure prématurée des pneumatiques. Toutefois, la piste doit être surfacée au printemps 2017.
En juillet 2021, la NASCAR annonce que le circuit sera resurfacé pour la saison 2022 afin que la piste présente une inclinaison à 28° (24° précédemment). La largeur de la piste sera diminuée dans les virages, passant de 17 mètres (55 pieds) à 12 mètres (40 pieds), la ligne droite ayant une largeur de 16 mètres (52 pieds) et la ligne arrière une largeur de 13 mètres (42 pieds). Ces modifications rendent le circuit similaire à celui des superspeedways à plaque de restriction. Malgré les critiques des conducteurs, les travaux commencent en août 2021 et se terminent en décembre 2021.
La capacité d'accueil est de 71 000 à 125 000 places assises en fonction de la configuration du circuit.
À l'exception des circuits de Daytona et de Talladega, où l'on utilise des plaques de restriction afin de brider les moteurs, il s'agit d'un des circuits le plus rapide de la saison.
Autrefois, la NASCAR Nextel Cup, et la NASCAR Craftsman Truck Series venaient deux fois l'an sur ce circuit. La première course de la saison avait lieu au mois de mars, alors que la deuxième avait lieu fin octobre. Depuis 2015, une seule course est organisée début mars : le Folds of Honor QuikTrip 500.
Ce circuit très rapide donne souvent lieu à des arrivées très serrées, ainsi en mars 2005, Carl Edwards, réalise un dépassement d'anthologie sur Jimmie Johnson lors du dernier tour de la course et s'impose de quelques millièmes. La veille, il avait remporté la course de Busch Series. La NASCAR Xfinity Series ne vient qu'une fois par an sur l'Atlanta Motor Speedway, au mois de mars.

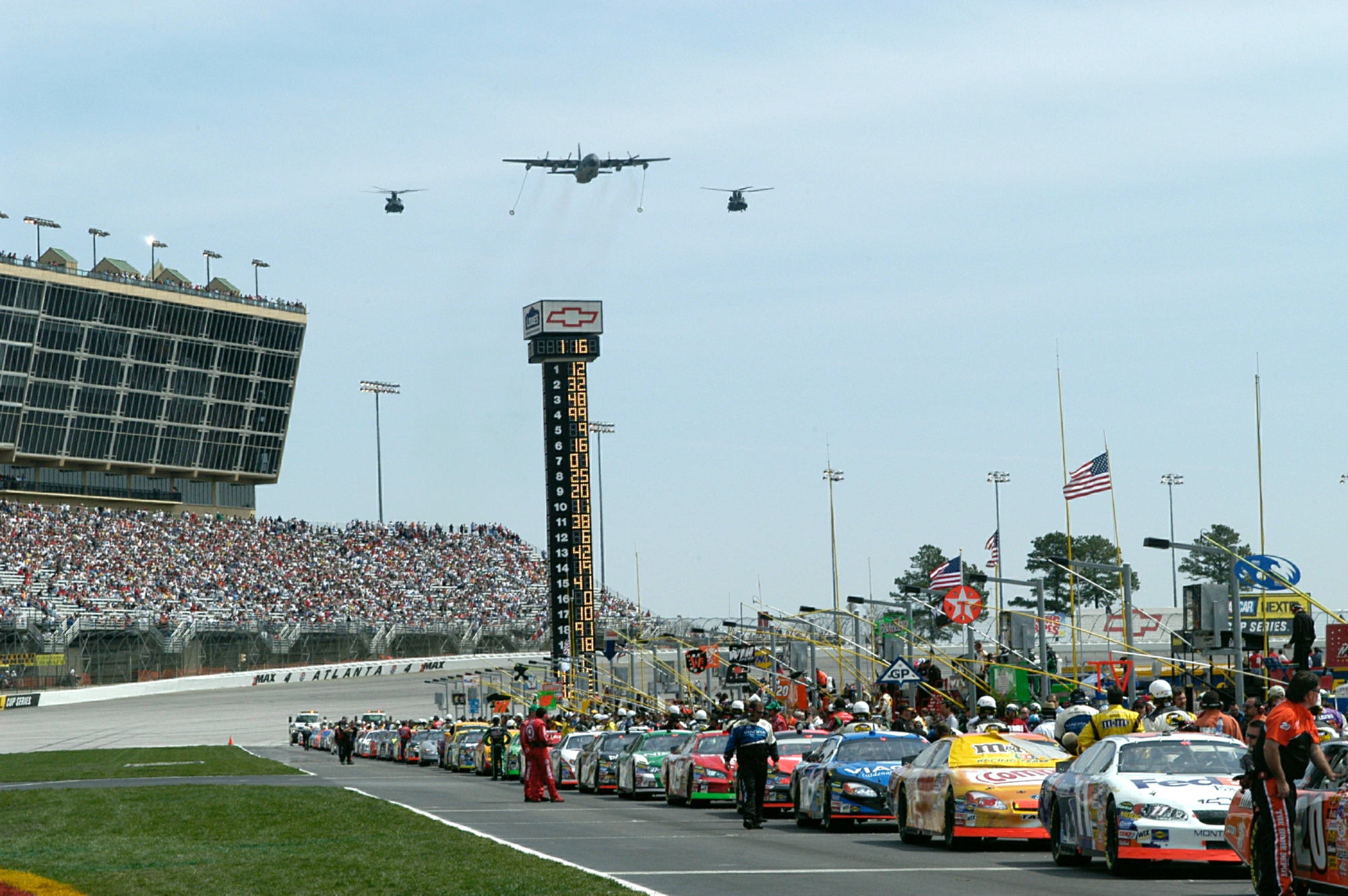
La ligne des stands
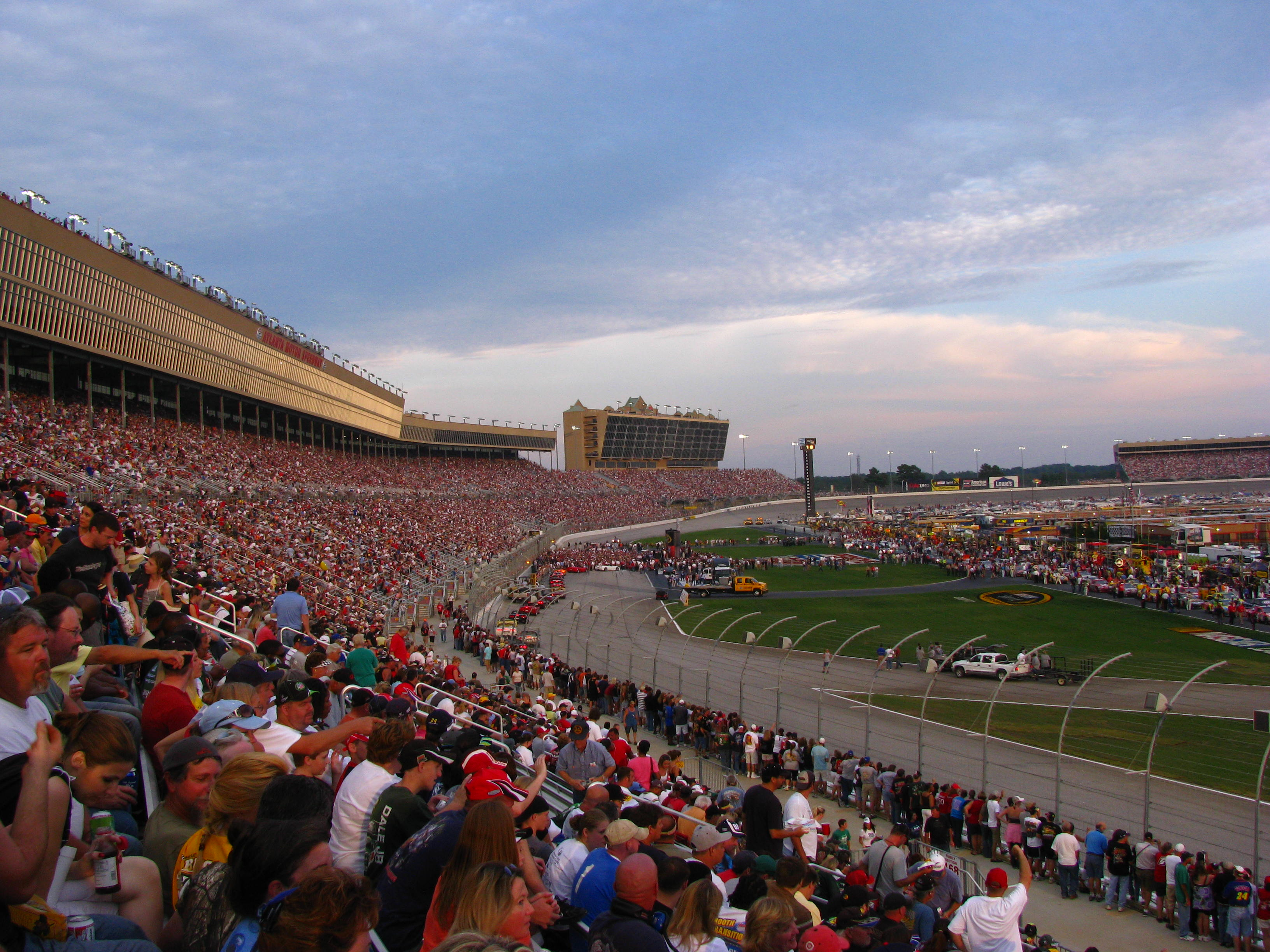
Le Pep Boys Auto 500 de 2009.
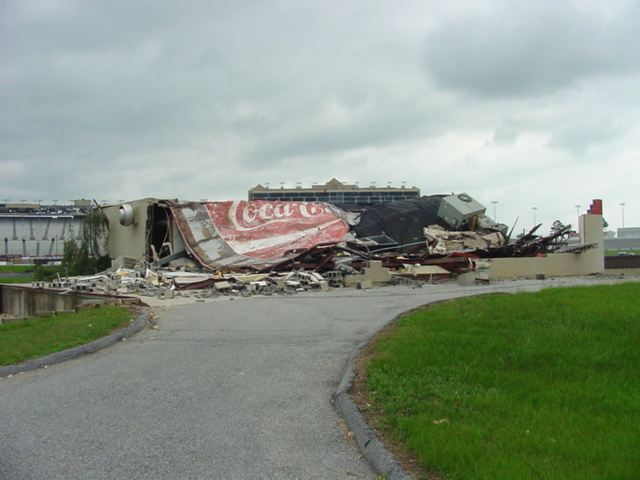
Vue des dégâts aux installations après l'Ouragan Cindy en 2005
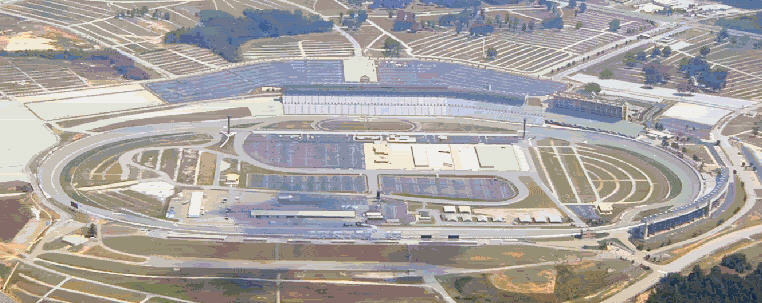
Vue aérienne du circuit

## Courses actuelles
- Monster Energy NASCAR Cup Series
  - Folds of Honor QuikTrip 500
- NASCAR Xfinity Series
  - Rinnai 250
- NASCAR Camping World Truck Series
  - Active Pest Control 200
- INEX raceCeiver Legends Car Series/Bandoleros
  - Thursday Thunder
  - Winter Flurry Series
- O'Reilly Auto Parts Friday Night Drags

### Anciennes courses
- American Speed Association (ASA) (1983, 1984, 2004)
- ARCA Racing Series presented by Menards (1984-2003)
- Championship Auto Racing Teams
  - Kraco Twin 125's (1979, 1981)
  - Rich's Atlanta Classic (1979)
  - Kraco Dixie 200 (1982, 1983)
- IMSA GT Championship (1993)
- INEX raceCeiver Legends Car Series/Bandoleros
  - INEX Legend Car Asphalt Nationals (2012)
  - INEX Bandolero Nationals (2009, 2014)
- International Race of Champions (1978-1979, 2004-2006)
- Monster Energy NASCAR Cup Series
  - Season Final 500 (1960-2010)
  - NASCAR All-Star Race (1986)
- NASCAR Camping World Truck Series
  - E-Z-GO 200 (2005-2008)
- NASCAR Goody's Dash Series
  - Superspeedway (1976-1983)
  - Quarter Mile (2002, 2003)
- NASCAR Whelen Southern Modified Tour (2010)
- NASCAR Grand American (1968)
- NASCAR All American Challenge Series (1986)
- Red Bull Global Rallycross Championship (2013)
- Red Bull Global Rallycross Championship Lites (2013)
- Southern Superstars Short Track Series (2010)
- Verizon IndyCar Series
  - zMax 500 (1998-2001)
- USAC Championship Car Series
  - Gould Twin Dixie (1965, 1966, 1978)
- USAC Stock Car Series
  - Gould Twin Dixie (1978)
- U.S. F2000 National Championship (1999)

## Records

### Ancien circuit - Ovale classique de1,522milles(2,449km)
| Record         | Date              | Pilote         | Temps           | Vitesse moyenne |
| -------------- | ----------------- | -------------- | --------------- | --------------- |
| NASCAR         |                   |                |                 |                 |
| Qualifications | 8 mars 1997       | Robby Gordon   | 29 s 378        | 300,154 km/h    |
| Course         | 12 novembre 1995  | Dale Earnhardt | 3 h 03 min 03 s | 263,342 km/h    |
| CART           |                   |                |                 |                 |
| Qualifications | 16 avril 1983     | Rick Mears     | 26 s 732        | 329,856 km/h    |
| Course         | 30 septembre 1979 | Rick Mears     | 0 h 50 min 09 s | 293,052 km/h    |
| Source :       |                   |                |                 |                 |

### Circuit actuel - Quad-ovale de1,54milles(2,478km)
| Record                            | Date             | Pilote             | Temps           | Vitesse moyenne |
| --------------------------------- | ---------------- | ------------------ | --------------- | --------------- |
| NASCAR Cup Series                 |                  |                    |                 |                 |
| Qualifications                    | 15 novembre 1997 | Geoffrey Bodine    | 28 s 074        | 317,810 km/h    |
| Course                            | 14 mars 2004     | Dale Earnhardt Jr. | 3 h 09 min 15 s | 255,369 km/h    |
| NASCAR Xfinity Series             |                  |                    |                 |                 |
| Qualifications                    | 25 octobre 2003  | Greg Biffle        | 28 s 830        | 309,477 km/h    |
| Course                            | 28 février 2015  | Kevin Harvick      | 1 h 40 min 32 s | 241,101 km/h    |
| NASCAR Camping World Truck Series |                  |                    |                 |                 |
| Qualifications                    | 17 mars 2005     | Rick Crawford      | 30 s 339        | 294,083 km/h    |
| Course                            | 18 mars 2005     | Ron Hornaday       | 1 h 27 min 35 s | 229,209 km/h    |
| IndyCar Series                    |                  |                    |                 |                 |
| Qualifications                    | 28 août 1998     | Billy Boat         | 24 s 734        | 360,726 km/h    |
| Course                            | 15 juillet 2000  | Greg Ray           | 2 h 02 min 01 s | 246,878 km/h    |
| Source :                          |                  |                    |                 |                 |

## Vainqueurs passés
| Saison                            | Date         | Nom de la course                                     | Vainqueur         | Châssis      | Moteur     |
| --------------------------------- | ------------ | ---------------------------------------------------- | ----------------- | ------------ | ---------- |
| Historique du championnat USAC    |              |                                                      |                   |              |            |
| 1965                              | 1er août     | Atlanta 250                                          | Johnny Rutherford | A. J. Watson | Ford       |
| 1966                              | 26 juin      | Atlanta 300                                          | Mario Andretti    | Brawner Hawk | Ford       |
| 1978                              | 23 juillet   | Gould Twin Dixie                                     | Rick Mears        | Penske       | Cosworth   |
| Historique du CART Champ Car      |              |                                                      |                   |              |            |
| 1979                              | 22 avril     | Gould Twin Dixie 125 #1                              | Johnny Rutherford | McLaren      | Cosworth   |
| 1979                              | 22 avril     | Gould Twin Dixie 125 #2                              | Johnny Rutherford | McLaren      | Cosworth   |
| 1979                              | 30 septembre | Rich's Atlanta Classic                               | Rick Mears        | Penske       | Cosworth   |
| 1981                              | 21 juin      | Kraco Twin 125 #1                                    | Rick Mears        | Penske       | Cosworth   |
| 1981                              | 21 juin      | Kraco Twin 125 #2                                    | Rick Mears        | Penske       | Cosworth   |
| 1982                              | 1er mai      | Stroh's 200                                          | Rick Mears        | Penske       | Cosworth   |
| 1983                              | 17 avril     | Kraco Dixie 200                                      | Gordon Johncock   | Wildcat      | Cosworth   |
| Historique des IRL IndyCar Series |              |                                                      |                   |              |            |
| 1998                              | 29 août      | MCI Atlanta 500 Classic                              | Kenny Bräck       | Dallara      | Oldsmobile |
| 1999                              | 17 juillet   | Kobalt Mechanics Tools 500 Presented by MCI WorldCom | Scott Sharp       | Dallara      | Oldsmobile |
| 2000                              | 15 juillet   | Midas 500 Classic                                    | Greg Ray          | Dallara      | Oldsmobile |
| 2001                              | 28 avril     | zMax 500                                             | Greg Ray          | Dallara      | Oldsmobile |